# Cancrincola abbreviata
Cancrincola abbreviata är en kräftdjursart som beskrevs av Humes 1957. Cancrincola abbreviata ingår i släktet Cancrincola och familjen Cancrincolidae. Inga underarter finns listade i Catalogue of Life.